# 昭華
昭華，是中國帝王妃嬪称号。始於中國三国时代。

## 沿革
曹魏魏明帝曹睿開始設置，在夫人、淑妃、淑媛 、昭儀之下，爵比乡侯。
晉朝時因避諱改稱修華。
南朝时，位列九嬪，位比九卿。唐朝后宫二品是九嫔，包括昭仪、昭容、昭華、修仪、修容、修華、充仪、充容、充華。

## 中國昭華列表
- 宋孝武帝昭华史氏
- 宋明帝昭华陈法容
- 齐武帝昭华荀氏
- 梁简文帝昭华包氏